# Kahraman (album)
Kahraman este cel de-al patrulea album al interpretei belgiene Hadise. De pe acesta au fost extrase două discuri single, „Düm Tek Tek” și „Evlenmeliyiz”. Cel mai mare succes al materialului în îl constituie piesa „Düm Tek Tek”. Kahraman a fost lansat în exclusivitate pentru piața muzicală din Turcia. 

## Lista cântecelor
1. „Baksana”
2. „Evlenmeliyiz”
3. „Sıradan”
4. „Kahraman”
5. „Adın Ne”
6. „Biraz Sabret”
7. „Düm Tek Tek”
8. „Double Life”
9. „Supernatural Love”
10. „Baksana” (versiune R&B)
11. „Düm Tek Tek” (acustic)
12. „Düm Tek Tek” (remix)
13. „Kahraman” (acustic)